# Zubeńsko
Zubeńsko dawniej też Zubieńsko (w latach 1977–1981 Zębieńsko) – nieistniejąca wieś w województwie podkarpackim, w powiecie sanockim, w gminie Komańcza. Leży w Bieszczadach, na południe od Nowego Łupkowa, położona nad potokiem Smolniczek dopływem Osławy. Miejscowość figuruje w rejestrze TERYT jako wieś.

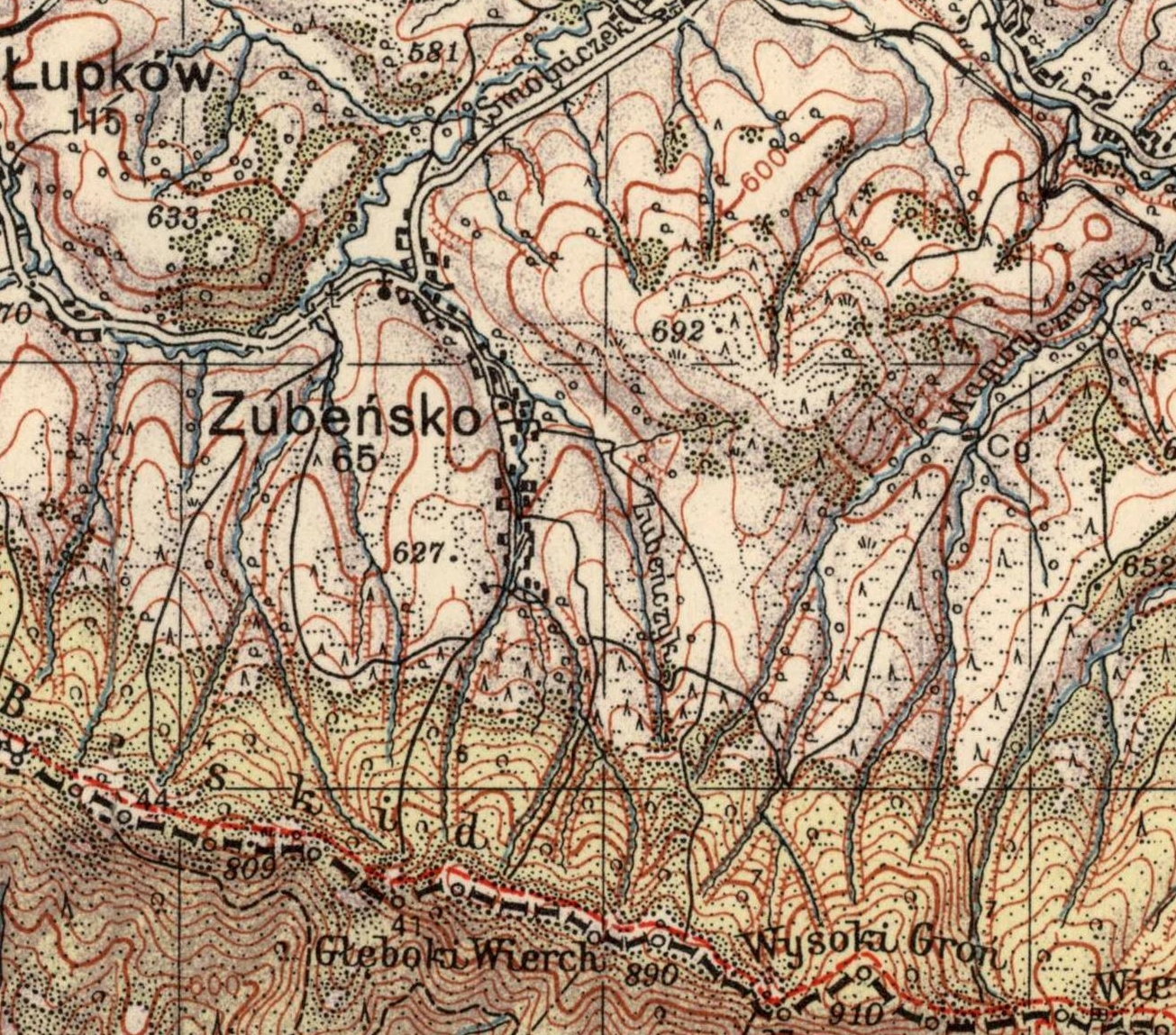
Zubeńsko na mapie Wojskowego Instytutu Geograficznego z 1938 r.

## Historia
Była to wieś królewska założona na prawie wołoskim przez osadźcę Jaczka ze Smolnika, któremu przywilej lokacyjny wydał w 1549 r. starosta sanocki Piotr Zborowski. Wieś królewska  położona na przełomie XVI i XVII wieku w ziemi sanockiej województwa ruskiego, w drugiej połowie XVII wieku wieś Zubinsko należała do starostwa sanockiego.
W połowie XIX wieku właścicielem posiadłości tabularnej Zubieńsko był Józef Kłopotowski.
W 1921 roku wieś liczyła 59 domów i 355 mieszkańców. Stała tu drewniana cerkiew, zbudowana prawdopodobnie około 1789 roku. Podczas wysiedleń wieś całkowicie się wyludniła, a zabudowa została zniszczona.